# Hylemya caesia
Hylemya caesia är en tvåvingeart som först beskrevs av Macquart 1835.  Hylemya caesia ingår i släktet Hylemya och familjen blomsterflugor.
Artens utbredningsområde är Frankrike. Inga underarter finns listade i Catalogue of Life.